# Sophia Dobson Collet
Pour les articles homonymes, voir Dobson et Collet.
Sophia Dobson Collet (1er février 1822 — 27 mars 1894) est une autrice libre penseuse féministe britannique. Elle écrit sous le nom de plume Panthea.

## Biographie
Sophia Dobson naît à Judd Place East, dans le quartier de St Pancras à Londres, cinquième des sept enfants de John Dobson, marchand, et Elizabeth Barker, enseignante jusqu'à son mariage,. Elle est la sœur du chartiste Collet Dobson Collet et de l'ingénieur Edward Dobson. Sa nièce Clara Collet, une réformatrice sociale, a travaillé avec Charles Booth sur son enquête Life and Labour of the People of London, et son neveu, Wilfred Collet, a été gouverneur du Honduras et de Guyane.
Collet participe aux activités de la South Place Ethical Chapel et écrit plusieurs hymnes pour l'organisation dont son frère Charles est le directeur musical. Elle était amie avec la compositrice de South Place, Eliza Flower et la sœur de celle-ci, Sarah Flower Adams.
Elle y fait la connaissance de George Holyoake et contribue à The Reasoner et The Movement dans les années 1840-1850, et correspond avec Holyoake. Elle a conservé des écrits de Fox.
Elle évoque le travail de George Holyoake dans George Jacob Holyoake and modern atheism: a biographical and critical essay (1855),.

## Féminisme
Collet est unitarienne. Cependant, elle critique la place subalterne des femmes dans la Bible.
Elle rejoint la Moral Reform Union, et écrit des articles sur l'éducation des femmes. Elle soutient financièrement William Thomas Stead pendant son emprisonnement en 1885 et Josephine Butler lorsque celle-ci demande l'abrogation des Contagious Diseases Acts.
Elle est signataire de la pétition pour le droit de vote des femmes publiée par The Fortnightly Review.
Collet fait la connaissance de Ralph Waldo Emerson et s'intéresse au mouvement transcendantaliste américain,.
Elle s'intéresse également à Brahmo Samaj et aux mouvements de réforme hindous, et publie plusieurs livres sur ce sujet, notamment The Brahmo Year-Book, Lectures and Tracts by Keshub Chunder Sen (1870), A Historical Sketch of the Brahmo Somaj (1873), Outlines and Episodes of Brahmic Histor (1884). Life and Letters of Râm Mohan Roy paraît à titre posthume en 1900.
Elle meurt le 27 mars 1894 à son domicile du 135 Avenell Road, Highbury, à Londres, et est inhumée au cimetière de Highgate.

## Publications
- George Jacob Holyoake and modern atheism: a biographical and critical essay (1855)[1]
- The Brahmo Year-Book
- Lectures and Tracts by Keshub Chunder Sen (1870)
- A Historical Sketch of the Brahmo Somaj (1873)
- Outlines and Episodes of Brahmic History (1884)